# Lladoner pelut
De Lladoner pelut of Lledoner pelut is een blauwe druif die op kleine schaal voorkomt in Zuid-Frankrijk. De druif lijkt op Grenache en men denkt dat het er een mutant van is. Het verschil zou zijn dat er aan de onderkant van het blad meer haartjes groeien. Deze druif zou daarnaast minder gevoelig voor rotting zijn.

## Toepassing
Bij de volgende AOC-AOP in de Languedoc is deze druif toegestaan:
- Corbières
- Minervois
- Saint-Chinian

## Synoniemen
- Grenache Poilu
- Grenache Velu
- Garnacha Peluda